# Gheorghe Moroșanu
Gheorghe Moroșanu (n. 30 aprilie 1950, Darabani, județul Botoșani) este un matematician român cunoscut pentru lucrările sale în domeniile: ecuații diferențiale ordinare, ecuații cu derivate parțiale, analiză neliniară, calculul variațiilor, mecanica fluidelor, analiză asimptotică, matematici aplicate.

## Biografie
Gheorghe Moroșanu a urmat clasele I-VIII în perioada 1957-1965 la Școala Generală din satul Teioasa, ulterior integrat în localitatea (orașul) Darabani. Apoi, a continuat studiile la Liceul Teoretic din Darabani în perioada 1965-1969. A obținut premiul I în toți cei 12 ani de școală, fiind interesat de toate domeniile, cu înclinații deosebite pentru matematică. Între anii 1969-1973 urmează cursurile Facultății de Matematică a Universității Alexandru Ioan Cuza din Iași. A continuat, la aceeași facultate, cu un an de specializare (echivalent cu un program de master). Conform regulilor din perioada respectivă, după terminarea studiilor (1974), a efectuat un „stagiu în producție” în învățămîntul preuniversitar, ca profesor de matematică la un liceu din Iași. În 1978 ocupă un post de cercetător științific la Institutul de Matematică din cadrul Universității Alexandru Ioan Cuza din Iași. În 1980 devine asistent universitar la Facultatea de Matematică a aceleiași universități, urcând apoi toate treptele academice până la poziția de profesor universitar (1991). În perioada 2000-2001 a fost cercetător la Universitatea din Stuttgart, iar în perioada 2002 - 2020 a fost profesor la Universitatea Central Europeană din Budapesta (o universitate  internațională cu predare în limba engleză, acreditată în SUA). În prezent, Gheorghe Moroșanu este profesor asociat invitat la Universitatea Babeș-Bolyai din Cluj-Napoca, România. 
În 2008, Gheorghe Moroșanu primește titlul de „egyetemi tanár” (cel mai înalt titlu academic în învățămîntul superior din Ungaria) de la președintele Ungariei.
A deținut mai multe poziții administrative între care aceea de șef de catedră la Universitatea Alexandru Ioan Cuza din Iași (1992-1996) și șef al Departamentului de Matematici al Universității Central Europene din Budapesta (2004-2012).

## Cariera matematică
Gheorghe Moroșanu începe, din proprie inițiativă, colaborarea cu revista Gazeta Matematică, seria B, încă din anii de liceu, continuând mai târziu în seria A a aceleiași reviste. Se înscrie la doctorat în 1977 la profesorul Adolf Haimovici, colaborând intens în domeniul respectiv (ecuații funcționale) cu profesorul Viorel Barbu, cu care începuse deja în prealabil activitatea de cercetare. Susține doctoratul în ianuarie 1981 cu teza „Probleme calitative pentru ecuații diferențiale neliniare de tip acretiv în spații Banach”, bazată pe rezultate ale sale publicate în reviste internaționale prestigioase (Atti della Accademia Nazionale dei Lincei, Journal of Differential Equations, Journal of Mathematical Analysis and Applications, Nonlinear Analysis, Numerical Functional Analysis and Optimization), ceea ce era neobișnuit pe vremea aceea. In particular, Gheorghe Moroșanu a rezolvat în teza de doctorat problema existenței și unicității soluției unui sistem diferențial hiperbolic cu condiții la limită nelocale (vezi 
), corectând astfel o lucrare de Viorel Barbu și Ioan I. Vrabie, care de fapt nu acoperă cazul condițiilor la limită nelocale, spre deosebire de ceea ce au afirmat acei autori. Gheorghe Moroșanu a fost primul care a obținut titlul de doctor in matematici dintre cei peste 150 de absolvenți din generația sa ai Facultății de Matematică a Universității Alexandru Ioan Cuza.  
Gheorghe Moroșanu este autor sau co-autor al unui mare număr de articole științifice și al mai multor cărți, inclusiv monografii. Se pot menționa trei monografii mai cunoscute, în limba engleză: cea referitoare la ecuații neliniare de evoluție (axată în principal pe teoria stabilității pentru asemenea ecuații), precum si cele referitoare la metode funcționale și probleme la limită cu perturbații singulare (ambele bazate în esență pe material original datorat autorilor, conținând idei și metode noi, utile în explorarea unor modele matematice descrise prin ecuații diferențiale liniare sau neliniare). Se cuvine menționată și cartea sa din 2019, care tratează principiile și metodele analizei funcționale, aplicându-le apoi la rezolvarea unor probleme ale lumii reale. 
Contribuțiile științifice ale lui Gheorghe Moroșanu, conținute in publicațiile sale în reviste de specialitate românești și străine sau în volume ale unor conferințe, se referă la următoarele teme:
- ecuații de evoluție de ordinul unu și doi în spații Hilbert;
- probleme cu valori inițiale și pe frontieră pentru ecuații sau sisteme cu derivate parțiale de tip parabolic sau hiperbolic (existență, regularitate superioară, stabilitate a soluțiilor, soluții periodice);
- teoria perturbațiilor singulare pentru ecuații cu derivate parțiale neliniare și ecuații de evoluție semiliniare în spații Hilbert;
- probleme la limită pentru ecuații cu derivate parțiale de tip eliptic, inclusiv ecuații cu operatori p-Laplace, probleme de autovalori;
- ecuații diferențiale ordinare neliniare, ecuații integro-diferențiale, ecuații diferențiale cu întârziere, ecuații diferențiale ordinare cu operatori p-Laplace;
- operatori monotoni, operatori diferențiali neliniari;
- ecuații cu diferențe în spații Hilbert, inclusiv algoritmul punctului proxim sau variante;
- metoda lui Fourier pentru rezolvarea unor ecuații de evoluție abstracte;
- optimizare, input identifiability, control optimal;
- aplicații în acustică, biologie și ecologie matematică, circuite integrate, hidraulică, mecanica fluidelor, oscilatori neliniari, procese de difuzie, sisteme cu auto-organizare, sistemul telegrafului,  teoria capilarității etc.

Se poate menționa, de asemenea, activitatea sa ca profesor (inclusiv ca visiting professor), conducător de doctorate, membru în comisii de doctorat și abilitare, membru în comitete editoriale, director sau participant la granturi de cercetare științifică, organizator de evenimente științifice, invitat cu diverse ocazii la manifestări științifice sau instituții din Belgia, Bulgaria, Finlanda, Franța, Germania, Grecia, Italia, Republica Moldova, România, SUA etc.  
În 1983 Gheorghe Moroșanu primește premiul Gheorghe Lazăr al Academiei Române pentru contribuții deosebite la teoria ecuațiilor hiperbolice cu derivate parțiale. Pentru cartea de analiză funcțională menționată mai sus, i se conferă în 2021 premiul Nicolae Teodorescu al Academiei Oamenilor de Stiință din România.  
Deține titlul de Doctor Honoris Causa al Universității din Craiova precum și al Universității Ovidius din Constanța. . De asemenea, în 2019 Gheorghe Moroșanu  primește titlul de Profesor Honoris Causa al Universității Babeș-Bolyai din Cluj-Napoca. 
Școala din Darabani pe care a frecventat-o Gheorghe Moroșanu între anii 1957-1965 îi poartă numele începând cu anul 2007, când i s-a conferit și titlul de cetățean de onoare al orașului Darabani, ca o recunoaștere a realizărilor sale.
În 2020 Gheorghe Moroșanu devine membru corespondent al Academiei Oamenilor de Stiință din România, apoi membru titular al acestei instituții în 2022.